# Foni Brefet
Foni Brefet é um distrito da Gâmbia.